# Szenna, Somogy
Szenna  este un sat în districtul Kaposvár, județul Somogy, Ungaria, având o populație de 733 de locuitori (2011). 

## Demografie
Componența etnică a satului Szenna
     Maghiari (90,48%)
     Romi (6,78%)
     Germani (2,01%)
     Necunoscut (0,73%)
     Alții (0,73%)
Componența confesională a satului Szenna
     Romano-catolici (30,7%)
     Reformați (16,64%)
     Fără religie (8,87%)
     Luterani (1,09%)
     Necunoscută (42,16%)
     Atei (0,55%)
     Alte religii (1,64%)
Conform recensământului din 2011, satul Szenna avea 733 de locuitori. Din punct de vedere etnic, majoritatea locuitorilor (90,48%) erau maghiari, existând și minorități de romi (6,78%) și germani (2,01%). Apartenența etnică nu este cunoscută în cazul a 0,73% din locuitori. Nu există o religie majoritară, locuitorii fiind romano-catolici (30,7%), reformați (16,64%), persoane fără religie (8,87%) și luterani (1,09%). Pentru 42,16% din locuitori nu este cunoscută apartenența confesională.